# Once Twice Melody
Once Twice Melody è l'ottavo album in studio del duo musicale statunitense Beach House, pubblicato nel 2022.

## Tracce

### CD 1
Chapter 1 / Pink Funeral
1. Once Twice Melody – 4:44
2. Superstar – 6:08
3. Pink Funeral – 4:56
4. Through Me – 5:48

Chapter 2 / New Romance
1. Runaway – 4:23
2. ESP – 3:48
3. New Romance – 4:12
4. Over and Over – 7:10

### CD 2
Chapter 3 / Masquerade
1. Sunset – 4:00
2. Only You Know – 4:50
3. Another Go Around – 3:40
4. Masquerade – 4:42
5. Illusion of Forever – 3:50

Chapter 4 / Modern Love Stories
1. Finale – 4:34
2. The Bells – 4:30
3. Hurts to Love – 4:04
4. Many Nights – 4:16
5. Modern Love Stories – 4:53

## Formazione
- Victoria Legrand
- Alex Scally